# Penguin News

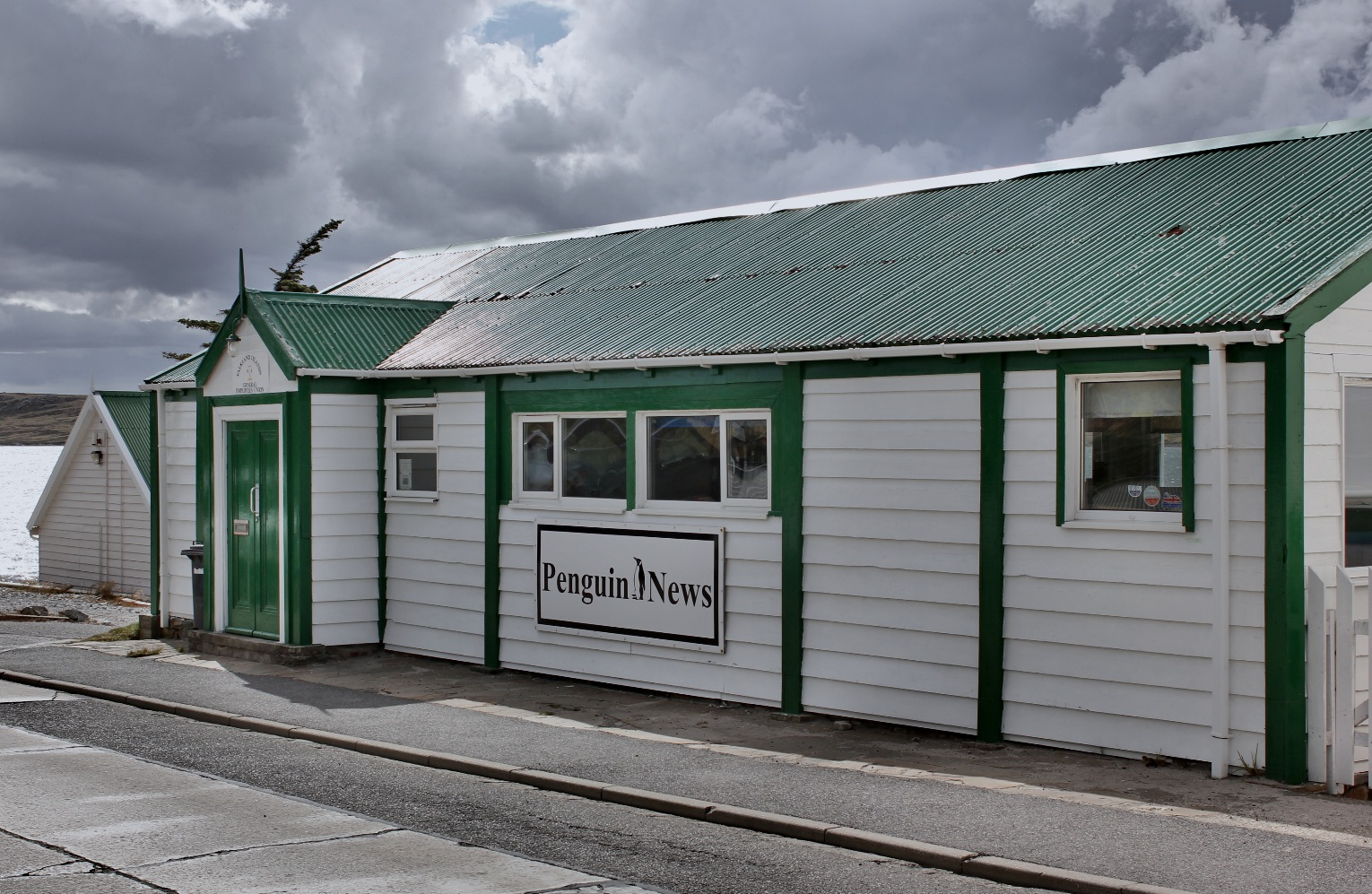
Vista del edificio ubicado sobre la Ross Road.

El Penguin News es el único periódico editado en las islas Malvinas, propiedad del gobierno malvinenses.
Es publicado todos los viernes en una edición de veinte páginas, algunas de ellas en color. Su primera edición circuló el 3 de octubre de 1979.

## Características
La actual redactora jefe del diario es Lisa Watson quien en 2012 público una nota con insultos hacia los argentinos entre ellos a varios legisladores argentinos, debido a que el periódico llamó a la entonces presidenta argentina Cristina Fernández de Kirchner con el calificativo de: «bitch» («puta»).
El periódico es el medio con mayor influencia en las islas. Mantiene una buena relación con el gobierno colonial británico. Un organismo local llamado Media Trust, funciona como una especie de comité de protección de la libertad de prensa. Sus miembros son voluntarios, nombrados por el gobernador y su función es proteger a los órganos de propaganda.

## Hack
Su nombre trascendió las fronteras de la isla cuando en febrero de 2010, debido al conflicto por el intento británico de extraer petróleo de las islas, el sitio web oficial del diario fue hackeado. En la portada se podían ver, entre otras cosas, la bandera de Argentina, una leyenda que rezaba "Aguante Argentina",[cita requerida] y una lista de razones que había dado el pirata informático según las cuales las islas Malvinas deben integrarse al territorio argentino.

## Secciones
El periódico tiene ediciones diferentes:
- »Sports (deportes)
- »Politics (política)
- »Oil (petróleo)
- »Fishing (pesca)
- »Rural (rural)
- »Community (comunidad)
- »Tourism (turismo)